# RST-System

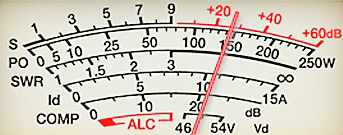
S-Meter eines Kurzwellenfunkgerätes

Das RST-System dient der Beurteilung der Empfangsqualität von Funksendungen. Dabei wird der Wert T insbesondere für Telegrafiesignale (Morsezeichen) im Funkverkehr verwendet, die Werte R und S auch für Telefoniesendungen. Mit dem RST-System wird die Lesbarkeit (R: readability), die Signalstärke (S: signal strength) und der Ton (T: tone) des Signals mit Ziffern beurteilt.

## R– Verständlichkeit
|  | Code | Beurteilung                 |
|  | ---- | --------------------------- |
|  | 1:   | nicht lesbar                |
|  | 2:   | zeitweise lesbar            |
|  | 3:   | mit Schwierigkeiten lesbar  |
|  | 4:   | ohne Schwierigkeiten lesbar |
|  | 5:   | einwandfrei lesbar          |

## S– Signalstärke
|  | Code | Beurteilung                                                                 |
|  | ---- | --------------------------------------------------------------------------- |
|  | 1:   | kaum messbares Signal                                                       |
|  | 2:   | sehr schwaches Signal                                                       |
|  | 3:   | schwaches Signal                                                            |
|  | 4:   | mittelmäßiges Signal                                                        |
|  | 5:   | ausreichendes Signal                                                        |
|  | 6:   | gutes Signal                                                                |
|  | 7:   | mäßig starkes Signal                                                        |
|  | 8:   | starkes Signal                                                              |
|  | 9:   | äußerst starkes Signal (KW: 50 µV bzw. UKW: 5 µV am 50-Ohm-Antenneneingang) |
|  | 9+x  | Signal liegt mit x dB über S-9 an                                           |

Der Abstand der einzelnen S-Stufen voneinander beträgt 6 dB.

## T– Ton (Tonqualität)
Der Wert T wird im Telegrafiebetrieb beurteilt.
|  | Code | Beurteilung                                       |
|  | ---- | ------------------------------------------------- |
|  | 1:   | äußerst roher Wechselstrom                        |
|  | 2:   | äußerst roher unmusikalischer Wechselstrom        |
|  | 3:   | roher Wechselstrom leicht unmusikalisch           |
|  | 4:   | leicht roher Wechselstrom mittelmäßig musikalisch |
|  | 5:   | musikalisch modulierter Ton                       |
|  | 6:   | modulierter Ton leichter Triller                  |
|  | 7:   | unstabiler Ton                                    |
|  | 8:   | gefilterter Ton mit z. B.: etwas Brummmodulation  |
|  | 9:   | reiner Ton                                        |

## Ergänzung
Seltener wird der Anhang einer Ergänzung zum Rapport mittels eines Schrägstriches oder durch Ersetzung der Ziffer für die Tonqualität verwendet:
|  | Code | Bedeutung                                                                          |
|  | ---- | ---------------------------------------------------------------------------------- |
|  | X:   | das Signal klingt sauber, wie von einem Quarzoszillator                            |
|  | C:   | Chirp, das Signal variiert in der Frequenz während des Tastens (Einschwingvorgang) |
|  | K:   | das Signal hat sogenannte Clicks                                                   |
|  | A:   | Aurora. Signalveränderung bei der Reflexion des Signals an der Ionosphäre.         |
|  | D:   | Drift. Zeitliche Veränderung der Frequenz bzw. Tonhöhe.                            |
|  | S:   | Scatter. Signalveränderung bei der Streuung des Signals, z. B. an Regen.           |

Der Code X wurde vor allem in den frühen Jahren der Funktechnik verwendet, heutzutage sind fast alle Telegrafiesendungen X.
Während die Verständlichkeit den Gesamteindruck des empfangenen Signals darstellt, ist die Signalstärke von der Sendeleistung abhängig und die Tonqualität vom Sender und dem Übertragungsweg.

## Geschichte
Das RST-System wurde seit den 1930er Jahren von vielen Funkdiensten verwendet und findet heute noch vor allem im Amateurfunkdienst Anwendung.
Für die Beurteilung von Sprechfunkübertragungen (Fonie) findet das RS-System nach gleichem Muster Verwendung, bei dem die Beurteilung der Tonqualität keine Bedeutung hat.
Für die Beurteilung der Aussendungen von Rundfunksendern (Kurzwellenrundfunk) wird das umfangreichere SINPO-System verwendet.